# Oui, oui, oui, oui
«Oui, oui, oui, oui» (pronunciación en francés: /wi wi wi wi/; en español: «Sí, sí, sí, sí») es una canción escrita por Pierre Cour y Hubert Giraud interpretada en francés por Jean Philippe. Se lanzó como EP y sencillo en 1959 mediante Barclay Records. Fue elegida para representar a Francia en el Festival de la Canción de Eurovisión de 1959 tras ganar una final nacional francesa.

## Festival de la Canción de Eurovisión 1959

### Selección
«Oui, oui, oui, oui» participó en una final nacional organizada por la emisora francesa Radiodiffusion-Télévision Française. Fue la ganadora, por lo que cualificó para representar a Francia en el Festival de la Canción de Eurovisión 1959.

### En el festival
La canción participó en el festival celebrado en el Palacio de Festivales y Congresos de Cannes el 11 de marzo de 1959, siendo interpretada por el cantante francés Jean Philippe. La orquesta fue dirigida por Franck Pourcel.
Fue interpretada en primer lugar, precediendo a Dinamarca con Birthe Wilke interpretando «Uh, jeg ville ønske jeg var dig». Al final de las votaciones, la canción había recibido 15 puntos, obteniendo el tercer puesto de 11.

## Formatos y lista de canciones
| Disco de vinilo 7" de 45 RPM «Oui, oui, oui, oui»/«Ce serait dommage» de Barclay Records ( Francia) |                                       |                 |               |          |  |
| N.º                                                                                                 | Título                                | Letras          | Música        | Duración |  |
| 1.                                                                                                  | «Oui, oui, oui, oui»                  | Pierre Cour     | Hubert Giraud | 2:16     |  |
| 2.                                                                                                  | «Ce serait dommage (Impatient Lover)» | Fernand Bonifay | Letty Davis   |          |  |

| Disco de vinilo 7" EP de 45 RPM Oui, oui, oui, oui de Barclay Records ( Francia) |                                       |                 |               |          |  |
| N.º                                                                              | Título                                | Letras          | Música        | Duración |  |
| 1.                                                                               | «Oui, oui, oui, oui»                  | Pierre Cour     | Hubert Giraud |          |  |
| 2.                                                                               | «Dis-lui que je l'aime»               | Michel Vaucaire | Rolf Marbot   |          |  |
| 3.                                                                               | «Ce serait dommage (Impatient Lover)» | Fernand Bonifay | Letty Davis   |          |  |
| 4.                                                                               | «J'ai mis notre amour au monde»       | Maurice Merane  | Léo Missir    |          |  |

| Disco de vinilo 7" EP de 45 RPM A New Star from Paris de Felsted Records ( Reino Unido) |                                       |                 |               |          |  |
| N.º                                                                                     | Título                                | Letras          | Música        | Duración |  |
| 1.                                                                                      | «Oui, oui, oui, oui»                  | Pierre Cour     | Hubert Giraud |          |  |
| 2.                                                                                      | «Dis-lui que je l'aime»               | Michel Vaucaire | Rolf Marbot   |          |  |
| 3.                                                                                      | «Ce serait dommage (Impatient Lover)» | Fernand Bonifay | Letty Davis   |          |  |
| 4.                                                                                      | «J'ai mis notre amour au monde»       | Maurice Merane  | Léo Missir    |          |  |

| Sencillo en disco de vinilo 7" de 45 RPM «Oui, oui, oui, oui»/«Ce serait dommage» de Artone ( Países Bajos) |                                       |                 |               |          |  |
| N.º | Título                                | Letras          | Música        | Duración |  |
| 1. | «Oui, oui, oui, oui»                  | Pierre Cour     | Hubert Giraud |          |  |
| 2. | «Ce serait dommage (Impatient Lover)» | Fernand Bonifay | Letty Davis   |          |  |

| Sencillo en disco de vinilo 7" de 45 RPM «Oui, oui, oui, oui»/«Ce serait dommage» de Barclay Records |                                       |                 |               |          |  |
| N.º                                                                                                  | Título                                | Letras          | Música        | Duración |  |
| 1.                                                                                                   | «Oui, oui, oui, oui»                  | Pierre Cour     | Hubert Giraud |          |  |
| 2.                                                                                                   | «Ce serait dommage (Impatient Lover)» | Fernand Bonifay | Letty Davis   |          |  |

## Posicionamiento en listas
| Lista (1959)                                   | Mejor posición |
| ---------------------------------------------- | -------------- |
| Bélgica (Ultratop 50 Singles de Valona)        | 6              |
| Francia (Institut français d'opinion publique) | 1              |
| Países Bajos (Single Top 100)                  | 13             |
| Lista (1960)                                   | Mejor posición |
| Francia (Institut français d'opinion publique) | 22             |

## Historial de lanzamiento
| Región       | Fecha          | Formato                                  | Discográfica    | Ref.         |
| ------------ | -------------- | ---------------------------------------- | --------------- | ------------ |
| Francia      | Marzo de 1959  | Disco de vinilo 7" EP de 45 RPM          | Barclay Records | [ 3 ] [ 14 ] |
| Francia      | Agosto de 1959 | Disco de vinilo 7" de 45 RPM             | Barclay Records | [ 1 ]        |
| Países Bajos | 1959           | Sencillo en disco de vinilo 7" de 45 RPM | Artone          | [ 10 ]       |
| Reino Unido  | 1959           | Disco de vinilo 7" EP de 45 RPM          | Felsted Records | [ 9 ]        |
| ?            | 1959           | Sencillo en disco de vinilo de 45 RPM    | Barclay Records | [ 4 ]        |

## Versiones
- En 1959, el director Franck Pourcel grabó la canción con su orquesta.[15]
- En 1959, la cantante Teddy Scholten, ganadora del Festival de la Canción de Eurovisión 1959, grabó una versión en neerlandés con el título «Oui, oui, oui».[16]
- En 1959, las cantantes Alice y Ellen Kessler, representantes de Alemania en el Festival de la Canción de Eurovisión 1959, grabaron la canción.[17]
- En 1959, el cantante Jean-Paul Mauric, representante de Francia en el Festival de la Canción de Eurovisión 1961, grabó la canción.[2]
- En 1959, la cantante italiana Mina grabó una versión en italiano.[18]